# Janpieter Biesemans

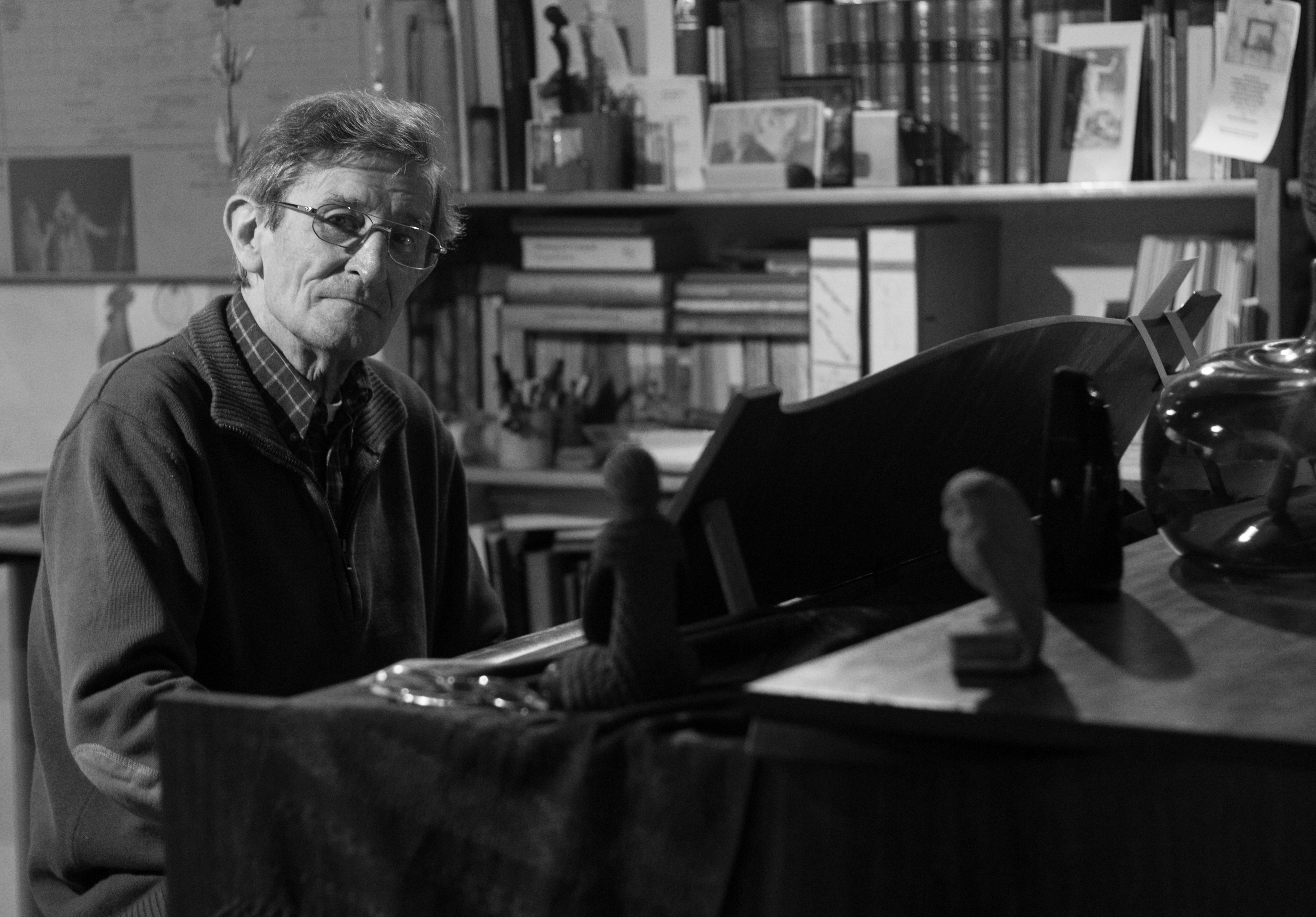
Janpieter Biesemans (2016)

Janpieter Biesemans (Vilvoorde, 16 november 1939 – Meise, 24 mei 2016) was een Belgisch componist, muziekpedagoog en organist.

## Biografie
Janpieter Biesemans studeerde aan het Lemmensinstituut en het Koninklijk Conservatorium Antwerpen bij onder andere Marinus De Jong, August Verbesselt, Marcel Slootmaeckers, Jacqueline Fonteyn, Jan Decadt en Flor Peeters.
In 1964 stichtte hij het Consortium Antiquum, dat hij 23 jaar lang als artistiek leider begeleidde, en dat concerten gaf in heel Europa, de Verenigde Staten, Mexico en de voormalige Sovjetunie. Het ensemble legde zich toe op de uitvoering van muziek van de renaissance en de vroegbarok. 
Janpieter Biesemans begon in het begin van de jaren 1980 met componeren. Hij verkoos zelf de titel 'muziekschrijver' boven componist. Biesemans schreef in totaal 183 voltooide opusnummers. Zijn oeuvre bestaat vooral uit kamermuziek, liedcycli, en symfonisch werk. Zijn composities werden onder meer uitgevoerd in de Sint-Martinuskerk van Meise, deSingel in Antwerpen en op verschillende wedstrijden, waaronder de Internationale Orpheuswedstrijd voor hedendaagse muziek. In 1987 creëerde het Vokaal Ensemble van De Munt zijn Deutsche Johannes-Passion, opus 14 (1982). In 2009 werd zijn Marimbarpi rapsodie, opus 83 (2001) door het Belgian National Orchestra gecreëerd. Op 9 november 2018 vond de postume creatie van zijn werk Discorso a due per violino e pianoforte voor het duo Ann Vancoillie (viool) en Pieter Dhoore (piano) plaats in GC De Muze te Meise. Biesemans' werken zijn uitgegeven bij Lantro Music, Presto Sheet Music, Crescendo Music en Edition Tonger.
Janpieter Biesemans was hoogleraar notenleer en kamermuziek aan het Koninklijk Vlaams Conservatorium te Antwerpen. Van 1974 tot 2005 was hij directeur van de Akademie voor Muzische Kunsten in Meise. Hij stimuleerde de oprichting van de Werkgroep Kunst-Onderwijs v.z.w, een werkgroep die tussen 1987 en 1999 ijverde voor de rechten van de leerlingen in de hervorming van het Vlaams deeltijds kunstonderwijs.
In 2018 lieten de leerkrachten en oud-leerlingen van de Akademie voor Muzische Kunsten Meise en de kinderen van Janpieter Biesemans een bronzen buste gieten door beeldhouwster Kris Depuydt. De buste werd op 9 november 2018 tijdens een huldeconcert voor Janpieter Biesemans in het GC de Muze aan het publiek getoond en aan de Akademie voor Muzische Kunsten geschonken, waar het een plaats kreeg in de inkomhal.

## Werkbespreking
De muziek van Janpieter Biesemans is eerder programmatisch van aard. Biesemans vertrekt voor elke compositie vanuit een bepaalde inspiratiebron, die zowel muzikaal als buitenmuzikaal kan zijn. Veel van zijn werken zijn ook opgedragen aan specifieke personen. In verschillende werken transformeert hij zelfs de naam van de persoon aan wie hij het werk opdroeg tot een motief of thema en neemt hij dat als uitgangspunt voor de compositie en laat dat in verschillende gedaantes verschijnen. De uiteenlopende inspiratiebronnen zorgen voor een grote veelzijdigheid in zijn muzikale taal, waarin hij muzikale stijlen en speeltechnieken vrij toepast afhankelijk van de functionaliteit en het onderwerp van de compositie.  

## Werklijst (selectie)

### Solowerken
- 1982: Discorso a Cinque per Trombono-solo (opus 13) voor trombone en tape
- 1983: Kiebordmusieke voor Marianne (opus 18) voor klavecimbel
- 1985: Opus Primum Magnum // 7 Transcendenties over Dé Vrouw (opus 20 t/m 26) voor piano
- 1986: Vijf Slovaakse Stukken (opus 36 t/m 40) voor blokfluitspeler
- 1986: Las Niñas con las Sombras (opus 28 t/m 31) voor gitaar
- 1996: In de schaduw van Ninel (opus 62) voor harp
- 2005: 3 Norge Noveletten (opus 110) voor piano
- 2007: E S K A P A D E N (opus 125) voor piano solo
- 2014: Passacaglia - Fantasia (opus 171) voor piano
- 2014: BOUDE-MUZE-WIJN voor de 70-jarige Boudewijn Buckinx (opus 169) voor piano

### Kamermuziekwerken
- 1981: Fünf Kinderquartettchen (opus 8) voor wisselende bezetting (strijkers, hobo, speelg
- 1982: Die Deutsche Johannes-Passion (opus 14)
- 1988: Mijn Muze in Foetushouding (opus 44) voor blokfluiten, Engelse hoorn en geprepareerde piano
- 1994: Brieven aan een Koerdische vriend (opus 61) voor koperblaaskwintet
- 2003: METAMORPHOSEN (opus 99) voor renaissance diskant, alt- en tenorblokfluit, renaissance gitaar, theorbe of aartsluit
- 2004/05: Het Passendale pianokwintet (opus 106)
- 2014: "DIE GEDANKEN SIND FREI, WER KANN SIE ERRATEN!" Gedenkklank aan de slachtoffers van de SHOAH - HOLOCAUST (opus 167) voor pianokwintet

### Liederen
- 1982: M e i s j e (Paul van Ostaeyen) (opus 10) voor mezzo-sopraan en strijkkwartet
- 1989: Bezoek aan het Rubensmuseum (Hugo Claus) (opus 46) voor zangstem en Roland piano
- 1993: Mystère de mon âme (opus 55 t/m 57) liedcyclus voor contratenor en geprepareerde piano
- 2001: 6 MAYA LIEDEREN op gedichten van HUMBERTO AK'ABAL (opus 84 t/m 89)
- 2007: Liedcyclus "Mijn Jonges Leven" (opus 126) voor jeugdige kinderstem en piano
- 2010: "TI CHIEDO SE SONO ANCORA QUI?" dichtwerk van Esther Molari (opus 145) voor sopraan en piano
- 2015: RILKE LIEBESGEDICHTE (opus 178) voor zangstem en piano

### Orkestmuziek
- 1995/96: Ieperietsinfonie "In Flanders Fields" (opus 64) voor altsax, zingende zaag, koor en orkest
- 2001: MARIMBARPIRAPSODIE (opus 83) voor marimba, 2 harpen en symfonisch orkest
- 2003/04: Koncerto voor blokfluit en strijkorkest (opus 101)
- 2006: Charleroi, bron van het zwarte goud (opus 116) voor symfonisch orkest

## Discografie
- Nocturne Nr. 1 voor piano solo (1980), door Bart Zwaan, op LP: Metamorphonia (1983), s.l. [83/001/5405].
- Sonata Concertante Tetrachorde, op. 5 (1981), door Mark Dobrinsky (cello), op CD: New Cello Music from Flanders, Antwerpen: Cassa Nova Records [CNR 940821].
- Drie Slovaakse Dansen, door Tosiya Suzuki, op CD: Orpheus-prijs: New Chamber Music from Flanders (1991), Antwerpen: Cassa Nova Records [CNR 590821].
- Vijf Slovaakse Stukken (1986), door Geert Van Gele (blokfluit), op CD: Flemish contemporary recorder music - vol. II (1996), s.l.: Vox Temporis Productions [VTP CD92 031].
- Discorso a Cinque per Trombono-solo in Pentafonia (1982), door Leo Verheyen, op CD: In Flanders' Fields, Volume 23: The Thrilling Trombone of Flanders (2001), Phaedra Records.
- Janpieter Biesemans, retrospective (2010), Borgerhout: Kattenberg Recordings [KA006].
- Nippon Waka Nr. 2; Ariàkeno (2002), op CD: La cause est amer: Medieval love poems from Japan and the Low Countries (2014), Borgerhout: Kattenberg Recordings [KA003].
- Quadrivium, Musical Passages: Flemings in Spain (2016), Borgerhout: Kattenberg Recordings [KA007].
- Transcription: Passacaglia fantasia opus 171, Jan Lust (piano), op CD: Johann Sebastian Bach - Transcription (2019), Lummen: Etcetera Records (KTC 1634).

## Opnames
- Mina Luna, uit Minâ'îmin khamsa mazâmîr = B-FIVE (opus 104), door B-Five Recorder Consort
- Farfalle (opus 168), door Jan Van Hoecke & Albert Pià
- Sonata Concertante Tetrachorde per violoncello e per ballare (opus 5), door Mark Dobrinsky
- Nageki tsutsu, Nagakaran, Omoi Wabi, Ai mite no, Ariake No, uit Vijf Nippon Waka's, Opus 94 t.e.m. 98 /2002, door Ensemble Quadrivium